# Astragalus aiwadzhii
Astragalus aiwadzhii är en ärtväxtart som beskrevs av Boris Fedtjenko. Astragalus aiwadzhii ingår i släktet vedlar, och familjen ärtväxter. Inga underarter finns listade i Catalogue of Life.